# Jorge Luis Barón
Jorge Luis Barón (Cartagena, Bolívar, Colombia; 22 de abril de 1986) es un exfutbolista colombiano. Jugaba como arquero y su último equipo fue Textil Mandiyú de Argentina.

## Clubes
| Club           | País      | Año         |
| -------------- | --------- | ----------- |
| Tigres         | Colombia  | 2006        |
| Real Cartagena | Colombia  | 2007 - 2011 |
| Textil Mandiyú | Argentina | 2012        |

## Palmarés

### Torneos nacionales
| Título    | Equipo         | País     | Año  |
| --------- | -------------- | -------- | ---- |
| Primera B | Real Cartagena | Colombia | 2008 |